# Пінгвін-діаграма

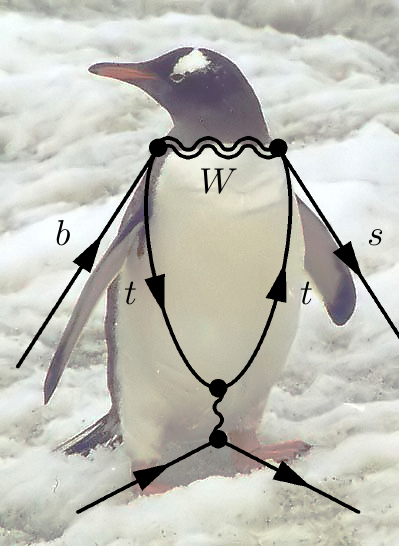
Приклад пінгвін-діаграми

Пінгвін-діаграми або пінгвінні діаграми (англ. penguin diagram) — клас фейнманових діаграм у квантовій фізиці, що, зокрема, дозволяють зрозуміти процеси порушення CP-інваріантності в Стандартній моделі фізики елементарних частинок. Вони описують циклічний (петльовий) процес, у якому кварк одного аромату тимчасово змінює аромат на інший, перш ніж перетворитися на кварк певного третього аромату[⇨].
Найчастіше така діаграма стосується перетворення важкого b-кварка на s-кварк з випромінюванням фотона або глюона. Також, вона описує перетворення b-d (b-кварка на d-кварк), c-u та s-d.
Існує ряд процесів, при яких важкі аромати кварків мають набагато більш високі амплітуди взаємодії. Прикладами є взаємодії, що порушують CP-інваріантність, або взаємодія Хіггса. У таких процесах внески від пінгвін-діаграм можуть бути більшими, ніж від прямих деревоподібних діаграм. Аналогічна ідея може бути застосована при розгляді пригнічених розпадів лептонів.

## Назва
Британський фізик Джон Елліс був першим, хто увів у обіг назву «пінгвін-діаграми» для цього класу діаграм квантової механіки, почасти через їх форми, почасти через програне в барі парі Меліссі Франклін. З 1976 року Елліс працював в ЦЕРНі (Швейцарія) разом з Мері К. Галард і Дімітрісом Нанопулосом над процесами, що описують пінгвін-діаграми. Навесні 1977 року Елліс, Майк Чановіц, Мері Галард, працюючи над теорією великого об'єднання, написали статтю, в якій передбачили масу b-кварка. Влітку того ж року Джон разом з друзями вирушив до бару, де програв партію в дартс Меліссі Франклін (хоча її і підміняв Серж Рудаз). За умовами парі, той, хто програв, повинен був вставити слово «пінгвін» у свою наступну наукову статтю. За словами Джона Елліса, ідея, як саме використати слово «пінгвін» у своїй статті, спала йому на думку під час куріння забороненої до вживання рослини.

## Історія
Уперше виділені й досліджені російськими фізиками-теоретиками Михайлом Шифманом, Аркадієм Вайнштейном і Валентином Захаровим. Уперше описані ними процеси переходу b-кварка у s-кварк та фотон спостерігала колаборація CLEO в Корнелльському університеті (США) у 1991 і 1994 роках.

## Значення
Аромат кварків не є інваріантним стосовно слабкої взаємодії, тобто у слабких розпадах адронів кварки, з яких ці адрони складаються, можуть змінювати свій аромат. При цьому, ще у 1970-х роках було помічено, що спостерігаються лише процеси, у яких кварки «верхнього типу» (u, c, і тоді ще не відкритий t) переходять у кварки «нижнього типу» (d, s, b) або навпаки — але майже ніколи не відбувається процес переходу кварка «верхнього типу» в інший кварк «верхнього типу», або ж кварка «нижнього типу» в інший кварк «нижнього типу». Такі пригнічені процеси були названі «нейтральними струмами зі зміною аромату» (англ. Flavour-Changing Neutral Currents, FCNC), тому що заряд початкового та кінцевого кварка в таких процесах мав бути однаковим. Дозволені ж процеси були названі «зарядженими струмами зі зміною аромату» (англ. Flavour-Changing Charged Currents, FCCC), де зміна аромату кварка супроводжувалася також зміною його заряду. У Стандартній Моделі FCCC-процеси описуються з допомогою емісії віртуального W-бозона, заряд якого і компенсував зміну заряда кварка. Такий процес описується за допомогою «деревної» діаграми: оскільки така діаграма має лише одну вершину, ймовірність такого процесу є великою (конкретне значення залежить від аромату початкового та кінцевого кварків, та описується CKM-матрицею). Прикладом такого "деревного" процесу є бета-розпад нейтрона.
Деревні діаграми, однак, не можуть описати пригнічені FCNC-процеси, оскільки Z-бозон (нейтральний партнер W-бозона) не здатен змінювати аромати кварків. Стандартна модель, однак, дозволяє процеси з більшою кількістю вершин у діаграмі — але ймовірність такого процесу зменшується зі збільшенням числа вершин. Так, перехід кварка «нижнього типу» в інший кварк «нижнього типу» (або «верхнього» у «верхнього») можна описати, додавши «петлю» із третього кварка та W-бозона. Наприклад, b-кварк не може перейти напряму в s-кварк. Натомість, він може на невеликий проміжок часу перейти у пару W-бозона та c-кварка, які потім анігілюють з утворенням s-кварка. Задля виконання закону збереження енергії, різниця мас початкового b- та кінцевого s-кварка має вивільнитись у вигляді фотона, глюона, або Z-бозона, випущеного з петлі (W-бозоном або c-кварком). Випущений глюон або Z-бозон миттєво перетворюється в пару кварк-антикварк або (лише для Z) лептон-антилептон.
У стилізованій візуалізації діаграми даного процесу, b- та s-кварки нагадують крила пінгвіна, петля — його тулуб, а остання пара частинка-античастинка — його ноги, — що й пояснює популярну назву даних діаграм[⇨].
FCNC-процеси, описані за допомогою пінгвін-діаграм, відіграють важливу роль у фізиці важких адронів. Інтерференція деревної діаграми з пінгвін-діаграмою може слугувати джерелом спостережуваного порушення CP-інваріантності в розпадах B- та D-мезонів. Процеси, у яких вивільняється фотон або лептон-антилептонна пара, мають значення для пошуку фізики за межами Стандартної моделі. Це зумовлено дуже низькою ймовірністю таких процесів у Стандартній моделі (від 10−4 до 10−12 і нижче, залежно від ароматів початкового та кінцевого кварків), яку до того ж досить просто передбачити з достатньою точністю. Отже, якщо гіпотетичні ефекти за межами Стандартної моделі дають додатковий вклад у подібні розпади (наприклад, створюючи деревну діаграму), навіть ефекти на такому низькому рівні як 10−4 і нижче будуть спостережуваними. Пошук відхилень від Стандартної моделі у «пінгвінних» розпадах B-адронів в останні роки показав кілька «аномалій», які, однак, ще мають бути підтвердженими з більшою кількістю даних, яка буде зібрана експериментами на Великому адронному колайдері та SuperKEKB в найближчі роки.